# Bahnstrecke Carson–Sweden
| Gesellschaft: | zuletzt AVR          |                    |                    |
| Streckenlänge: | 11,76 km             |                    |                    |
| Spurweite: | 1435 mm (Normalspur) |                    |                    |
| |                      |                    |                    |
| Gleise: | 1                    |                    |                    |
| \| \| \| \| \| \| \| \| von Presque Isle \| \| \| \| 0,00 \| Carson ME \| Carson ME \| \| \| \| nach West Caribou \| \| \| \| 4,98 \| Woodland Center ME \| Woodland Center ME \| \| \| 6,59 \| Colby ME \| Colby ME \| \| \| 8,38 \| Margison ME \| Margison ME \| \| \| 11,76 \| Sweden ME \| Sweden ME \| |                      |                    |                    |
| |                      |                    |                    |
| Strecke (außer Betrieb) |                      | von Presque Isle   | von Presque Isle   |
| Bahnhof (Strecke außer Betrieb) | 0,00                 | Carson ME          | Carson ME          |
| Abzweig geradeaus und nach rechts (Strecke außer Betrieb) |                      | nach West Caribou  | nach West Caribou  |
| Bahnhof (Strecke außer Betrieb) | 4,98                 | Woodland Center ME | Woodland Center ME |
| Bahnhof (Strecke außer Betrieb) | 6,59                 | Colby ME           | Colby ME           |
| Haltepunkt / Haltestelle (Strecke außer Betrieb) | 8,38                 | Margison ME        | Margison ME        |
| Kopfbahnhof Streckenende (Strecke außer Betrieb) | 11,76                | Sweden ME          | Sweden ME          |

Die Bahnstrecke Carson–Sweden ist eine Eisenbahnstrecke in Maine (Vereinigte Staaten). Sie ist 11,76 Kilometer lang. Die normalspurige Strecke ist stillgelegt und abgebaut.
Nachdem die Aroostook Valley Railroad (AVR) ihre Strecke von Presque Isle nach Washburn fertiggestellt hatte, plante sie 1911 eine Verlängerung dieser Strecke nach Norden bis Sweden. Sie wurde noch im gleichen Jahr gebaut und der planmäßige Verkehr bis Woodland am 9. Dezember aufgenommen. Die letzten Bauarbeiten am Abschnitt bis Sweden zogen sich noch bis zum 25. Januar 1912 hin. Ende 1912 entstand in Carson ein Abzweig nach West Caribou, der jedoch Bestandteil der Hauptstrecke wurde. Der Abschnitt Carson–Sweden wurde zum Sweden Branch. Wie das übrige Streckennetz war auch die Strecke nach Sweden mit 1200 Volt Gleichstrom elektrifiziert.
1932 erwarb die Canadian Pacific Railway die AVR und damit auch die Strecke nach Sweden, die Betriebsführung oblag jedoch weiterhin der Aroostook Valley. Der Personenverkehr endete am 7. August 1946, woraufhin auch die elektrischen Anlagen abgebaut wurden. Die Bahngesellschaft hatte bereits im Jahr zuvor Diesellokomotiven für den Güterverkehr erworben. 1978 endete auch der Güterverkehr auf dem Sweden Branch und die Strecke wurde stillgelegt.